# Tepulco
Tepulco är en ort i Mexiko.   Den ligger i kommunen Acajete och delstaten Puebla, i den sydöstra delen av landet, 120 km öster om huvudstaden Mexico City. Tepulco ligger 2 576 meter över havet och antalet invånare är 6 214.
Terrängen runt Tepulco är kuperad norrut, men söderut är den platt. Terrängen runt Tepulco sluttar söderut. Runt Tepulco är det tätbefolkat, med 369 invånare per kvadratkilometer. Närmaste större samhälle är Amozoc de Mota, 9,9 km sydväst om Tepulco. Trakten runt Tepulco består till största delen av jordbruksmark.